# Brännpunkt Djakarta
Brännpunkt Djakarta (engelsk titel: The Year of Living Dangerously) är en australisk film från 1982. Den är baserad på romanen The Year of Living Dangerously av Christopher Koch. Filmen handlar om en kärleksrelation som utspelar sig i Indonesien under kuppen mot presidenten Sukarno 1965. Mel Gibson spelar en australisk journalist och Sigourney Weaver en brittisk ambassadmedarbetare. Linda Hunt spelar Billy Kwan. Den spelades in på Filippinerna och i Australien. Originaltiteln The Year of Living Dangerously är en referens till den italienska frasen vivere pericolosamente ("leva farligt"), som Sukarno lånade som titeln för sitt tal på Indonesiens självständighetsdag 1964.

## Rollista i urval
- Mel Gibson - Guy Hamilton
- Linda Hunt - Billy Kwan
- Sigourney Weaver - Jill Bryant
- Bembol Roco - Kumar
- Michael Murphy - Pete Curtis
- Noel Ferrier - Wally O'Sullivan
- Bill Kerr  - Colonel Henderson